# Vasilijus Popovas
Vasilijus Popovas (* 7. März 1956 in Mironiškis, Rajongemeinde Zarasai) ist ein litauischer Politiker von Kaunas, ehemaliges Mitglied des Seimas. 

## Leben
Vasilijus Popovas ist der Bruder von Petras Papovas. Von 1963 bis 1971 besuchte er die Schule in Stelmužė und nach dem Abitur von 1971 bis 1974 die Internatsschule Zarasai. 1979 schloss er das Studium am Kauno politechnikos institutas ab und wurde Radio-Ingenieur.
1979 war er Instruktor der Komsomol-Komitee in Kaunas, von 1991 bis 1994 arbeitete bei UAB „Ada“ und 1994 bei IAB „Elektronikos investicija“ (als Direktor), von 1995 bis 2000 bei AB „Lietuvos taupomasis bankas“ in Kaunas.
Von 2000 bis 2004 war er Mitglied des Seimas, ab 2005 Mitglied im Stadtrat und ab 2012 stellv. Bürgermeister von Kaunas.
Ab 1990 war er Mitglied von Lietuvos demokratinė darbo partija, stellv. Vorsitzende des Stadtrats von Kaunas, ab 2001 Mitglied der Lietuvos socialdemokratų partija.